# Flavism

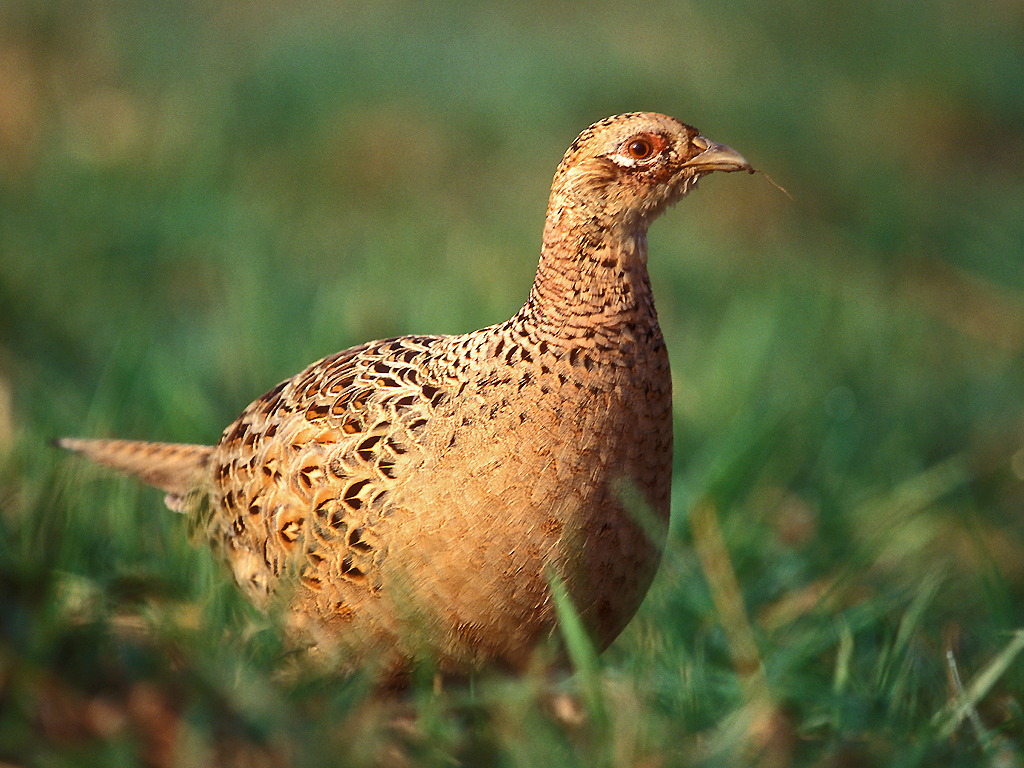
Flavistisk fasanhöna.

Flavism är en icke medfödd gulaktig pigmentstörning som kan uppträda hos ett flertal djurgrupper som fiskar, reptiler, fåglar, däggdjur och människor. Det orsakas av ett onormalt tillskott av specifika flavonoider (gula färgämnen), så kallade lipokromer, exempelvis karotinoider. Djur får i sig dessa ämnen via sin föda och uppvisar då en gulare pigmentering, antingen lokalt eller över hela kroppen. Eftersom det inte är medfött kan färgförändringen försvinna med tiden. Hos fåglar försvinner det exempelvis när den ruggar sina fjädrar.
Genetiskt orsakat pigmentfel som leder till att djuret blir gult kallas för xantokromism eller ibland, hos fåglar, för lutino.